# Betsey Johnson

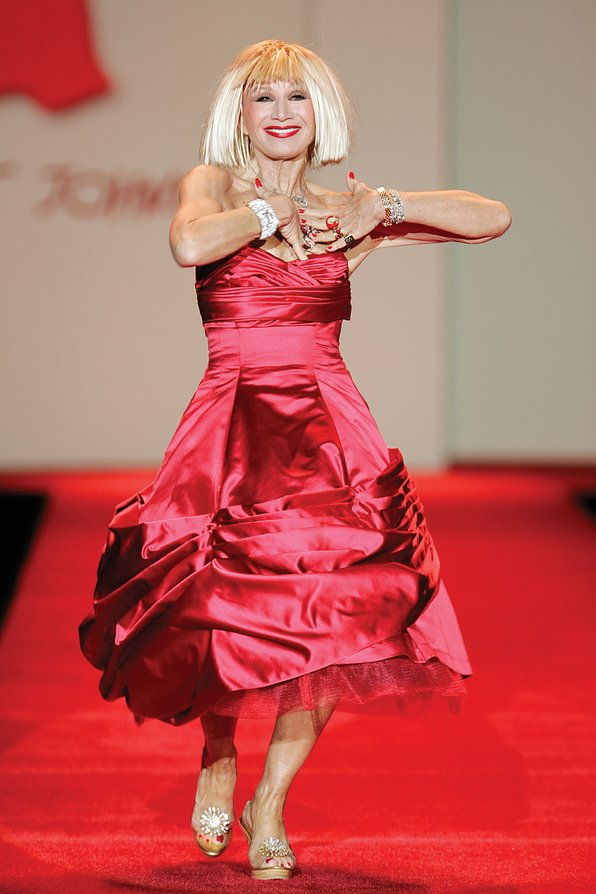
Betsey Johnson.

Betsey Johnson (Wethersfield, Connecticut, 10 de agosto de 1942) es una de las diseñadoras de moda más conocidas, por sus diseños muy femeninos y caprichosos, inspirados en un estilo vintage chic. En 1967  se casó con John Cale. Se divorciaron un año más tarde. Betsey tuvo una hija, Lulu, en 1975, que ahora trabaja con ella.
Es una sobreviviente de cáncer de mama y colabora frecuentemente en campañas contra el cáncer demostrando su entereza y valentía.

## Vida profesional
La carrera profesional de Johnson comenzó cuando ganó un concurso que gozaba de mucho prestigio dentro del mundo de la moda. En menos de un año, Johnson se convirtió en la diseñadora de una pequeña tienda de moda de Manhattan, La Parafernalia.
En 1969, Betsey abrió su propia tienda de moda llamada Betsey Bunki Nini en los barrios del este de Nueva York. En los años'70, Johnson tomó el mando de la marca de moda " Alley Cat ". En 1972 ella ganó el Premio de Coty. Hoy en día Johnson cuenta con 45 tiendas distribuidas por todo el mundo, esto claramente es una recompensa al trabajo realizado durante muchos años.